# Mejram
Mejram (Origanum majorana L.) är en ört som är nära släkt med kungsmynta. Den används som krydda och har även använts inom folkmedicinen.

## Beskrivning
Mejram är en perenn kryddväxt, som kan bli upp till 80 cm hög med ovala blad ca 2,5 × 2,5 cm, avsmalnande mot basen.
Blommorna är vita, men ytterst svagt tonade i violett. De sitter strödda i växtens toppar, 3 – 7 mm stora. De är två-läppiga, med undre läppen uppdelad i tre flikar. Blomningstiden är juni — september. Frukterna är i stort sett klotformade med ca 1 mm diameter.
I några geografiska områden har man inte skiljt på mejram och kungsmynta, varför bägge dessa arter betecknats med samma lokala namn.
Ur mejram har innehållsämnen som askorbinsyra, bitterämnen, borneol, flavonoider, garvämnen, glykosider, pinen, rosmarinsyra (C18H16O8, CAS-nummer 20283-92-5 (E,R) och 537-15-5 (E,RS) ) analyserats.

## Habitat
Mejrams ursprungsområden är Cypern, norra Afrika och Anatolien.

### Biotop
Mejram vill ha mycket sol. Klarar sig under en mild vinter, men i svenskt klimat osäkert härdig.
En hybrid av mejram och kungsmynta, Origanum vulgare kallas fransk mejram. Den tål vinterklimat bättre, men dess smak är svagare än för ren mejram. 

## Användning[2]
Som krydda användes mejram redan i det forntida Egypten.
Den kan användas färsk eller torkad som krydda i bland annat korv och kötträtter. När mejram används som krydda i varm mat, till exempel ärtsoppa, är det viktigt att den tillsätts först i slutet av matlagningen, eftersom smakämnena är flyktiga, och kan ånga bort efter för lång uppvärmning.
Den mejram, som säljs i livsmedelsbutikerna är gjord på torkade hela kvistar med blad, och med eller utan blommor. Smaken, som styrs av innehållet av eteriska oljor, kan variera en hel del, alltefter växtplats, lokalklimat och tiden på året för skörd.
I äldre tider förekom det att man som ett alternativ till enris strödde mejramkvistar på golvet, för att ge en frisk doft åt rumsluften.
Mejramolja kan användas för doftsättning av lyxtvålar, rengöringsmedel, kosmetika, hårpomada, parfym, konserveringsmedel i hudkräm med mera. Den används också som smaksättning av vermouth.
Doftämnen är små mängder av cineol och kamfer.

### Medicinsk användning
Mejram har tillmätts många medicinska egenskaper, mest stött på beprövad användning och tradition, men utan större vetenskaplig grund, ibland ren humbug.
Bland allehanda krämpor, som kunde lindras med mejramolja nämns menstruationsvärk, humörsvängningar, migrän, nervösa spänningar, kramper, muskelvärk, kylskador, blåmärken, sömnproblem.
I medicinaltaxan 1699 angavs att mejramolja kunde gnidas in mot förlamning.
Mejramolja används tillsammans med andra påstått hälsosamma oljor inom aromterapi.
Carl von Linné nämnde mejram som hälsosam i sin  Pharmacopedae Holmensis, utgiven ca 1740.
Den svenska farmakopén upptog mejramessens 1699, och den kvarstod i alla upplagor fram till 1817. 
Mejramolja är en antioxidant. Det har påståtts att så litet som 0,4-procentig mejramolja (8 droppar i 1 dl av något obestämt lösningsmedel) skulle döda tuberkelbaciller. Om det skulle användas för desinfektion av föremål eller behandling av en sjuk person framgår ej. Det synes emellertid vara enbart homeopati. (Tesen om ju mer utspätt, dess större verkan.)

### Mejramolja
Mejram innehåller 0,7–3,5 % eteriska oljor.

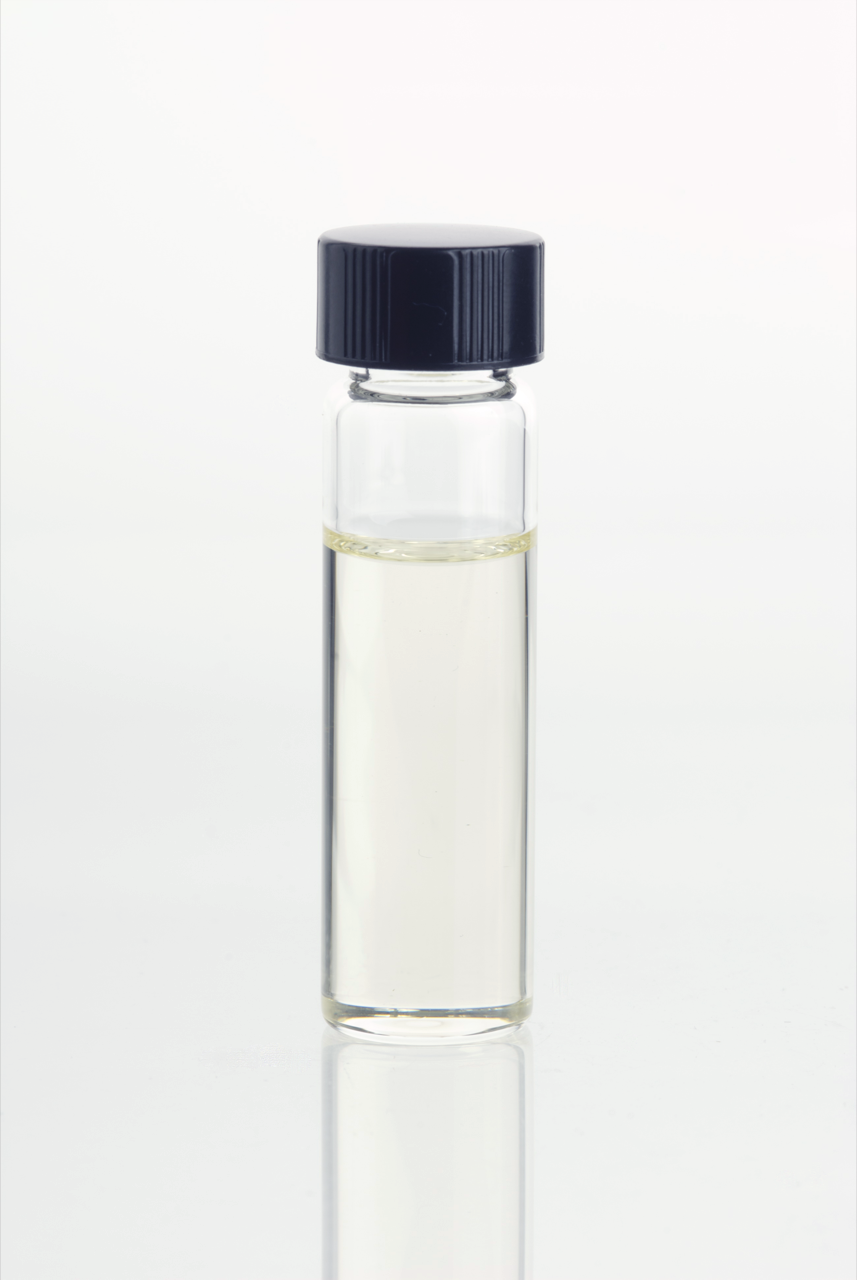
Mejramolja.

Genom vattenångdestillation av blommande toppar och blad erhålles en lättflytande färglös, ljusgul eller gröngul mejramolja. Efterhand mörknar oljan, för att till sist bli brun.
Fysiska egenskaper:
- Densitet 0,9
- Kokpunkt 266 °C
- Olöslig i vatten
- Löslig i vegetabiliska oljor och 95 % etanol

I mejramolja ingår bland annat:
| Ämne                          | Summaformel | CAS-nummer                       |
| ----------------------------- | ----------- | -------------------------------- |
|                               |             |                                  |
| cis-sabinenhydroxid           | (CH3)2C6H8O | 2816-57-1                        |
| α-terpinen                    | C10H16      | 99-86-5                          |
| 4-terpineol (4-carvomentenol) | C10H18O     | 562-74-3                         |
| α-terpineol                   | C10H18O     | 7785-53-7, 10482-56-1 (isomerer) |
| 4-terpinylacetat              | C12H20O2    | 80-26-2                          |
| 1,8-cineol                    | C10H18O     | 470-82-6                         |

Förvaring ska ske mörkt, svalt och lufttätt.

#### Leverantörer
För större mängder för industriellt bruk av ämnen som ingår i mejramolja finns ett flertal leverantörer av kemiska produkter. Ofta har isomerer av ett och samma ämne helt olika egenskaper avseende lukt, smak etc. De stora leverantörerna kan tillhandahålla dessa i olika kvaliteter och styrkor. Somligt utvinns från naturprodukter, men mycket kan också framställas syntetiskt.

#### Hälsofaror
Mejramolja är vid normalt bruk ogiftigt, men kan i höga doser leda till narkomani. Bruk av mejramolja avrådes vid graviditet.

## Näringsvärde[3]
Innehåll i 100 g torkad mejram:
Energi 1 136 kJ (271,5 kcal)
| Ämne | Mängd       | RDI a) % |
| --- | ----------- | -------- |
| |             |          |
| Kolhydrater | 60,56 g     |          |
| därav: |             |          |
| Kostfiber | 40,3 g      |          |
| Sockerarter | 4,09 g      |          |
| Protein | 12,66 g     |          |
| Aska | 12,1 g      |          |
| Vatten | 7,64 g      |          |
| Fett | 7,04 g      |          |
| därav: |             |          |
| Mättat | 0,529 g     |          |
| Enkelomättat | 0,94 g      |          |
| Fleromättat | 4,405 g     |          |
| Kalcium | 1,990 g     | 199      |
| Kalium | 1,522 g     | 32       |
| Magnesium | 346 mg      | 94       |
| Fosfor | 306 mg      | 44       |
| Järn | 82,71 mg    | 662      |
| Natrium | 77 mg       | 5        |
| Fytosteroler | 60 mg       |          |
| Askorbinsyra (C-vitamin)                                                                                              | 51,4 mg     | 51,4     |
| Kolin | 43,6 mg     |          |
| Mangan | 5,433 mg    |          |
| Beta-karoten | 4,806 mg    |          |
| Niacin (B3-vitamin)                                                                                                   | 4,12 mg     | 27       |
| Zink | 3,6 mg      | 36       |
| Lutein + zeaxantin | 1,895 mg    |          |
| Alfatokoferol (E-vitamin)                                                                                             | 1,69 mg     | 11       |
| Pyridoxiner (B6-vitamingruppen)                                                                                       | 1,19 mg     | 92       |
| Koppar | 1,133 mg    |          |
| K-vitamingruppen: | 621,7 μg    | 592      |
| Fyllokinon (K1) Menakinon(K2) Menadion (K3) m fl                                                                      |             |          |
| Retinol (A-vitamin)                                                                                                   | 403 μg      | 45       |
| A-vitamin | 8 068 IU b) |          |
| Riboflavin (B2-vitamin)                                                                                               | 316 μg      | 21       |
| Tiamin (B1-vitamin)                                                                                                   | 289 μg      | 22       |
| Folat (B9-vitamin) | 274 μg      |          |
| Beta-cryptoxanthin, C40H56O                                                                                           | 70 μg       |          |
| Selen | 4,5 μg      |          |
| _______________ a) Rekommenderat dagligt intag för vuxen person b) IU = International Units (Internationella enheter) |             |          |

## Etymologi
Origanum kan härledas från grekiska ὀρίγανον ὄρος (origanon oros) = berg + verbet γανοῦσθαι (ganousthai) = att tycka om. Detta skulle kunna fritt översättas med "bergens prydnad".
När ordet origanum lånas in till andra språk förvanskas det stundom till oreganum.
Den språkliga motiveringen varför Linné valde artepitetet majorana är oklar.
Mejram är en förvrängning av majorana i det det vetenskapliga namnet.

## Bilder

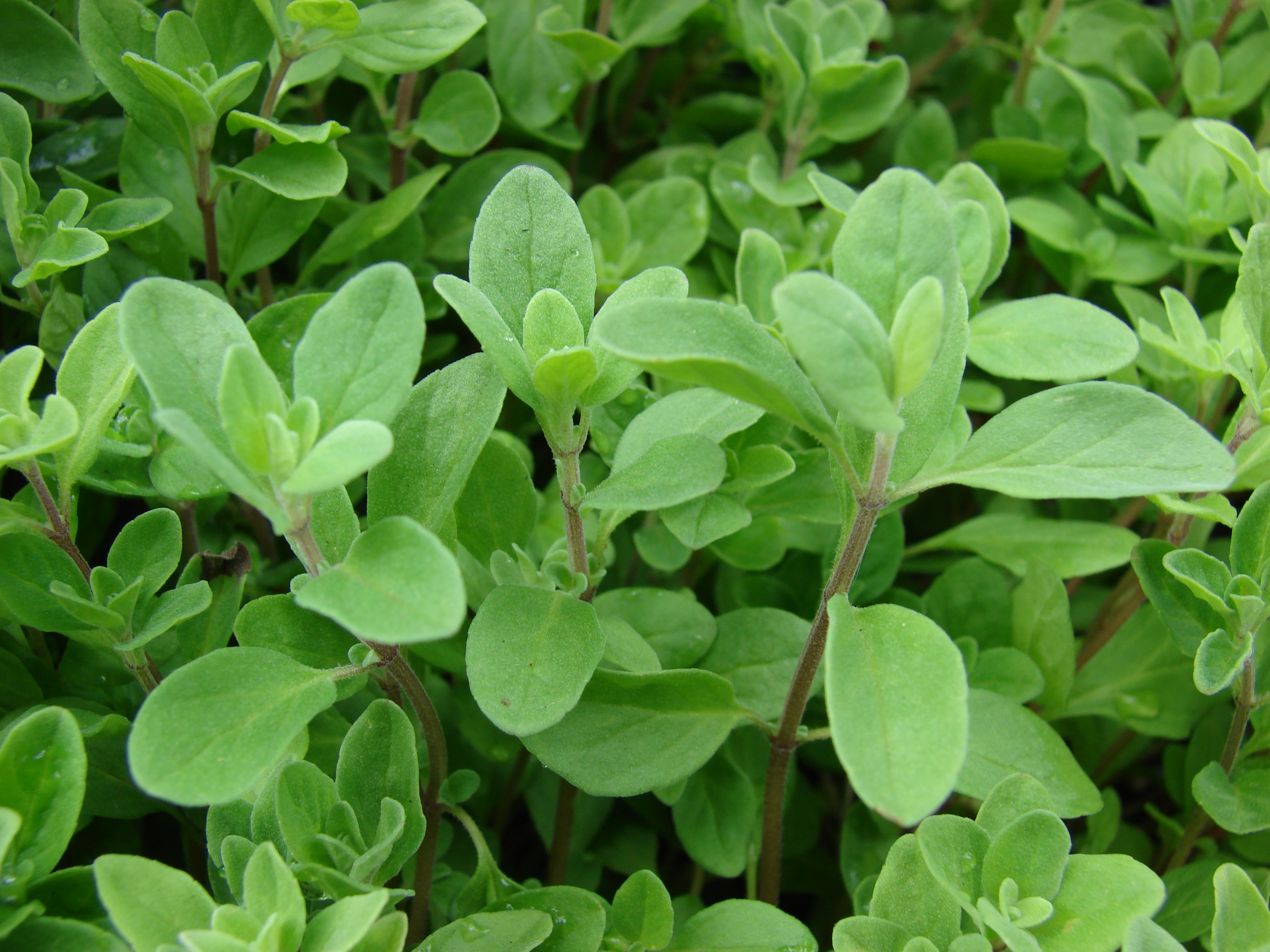
Blad
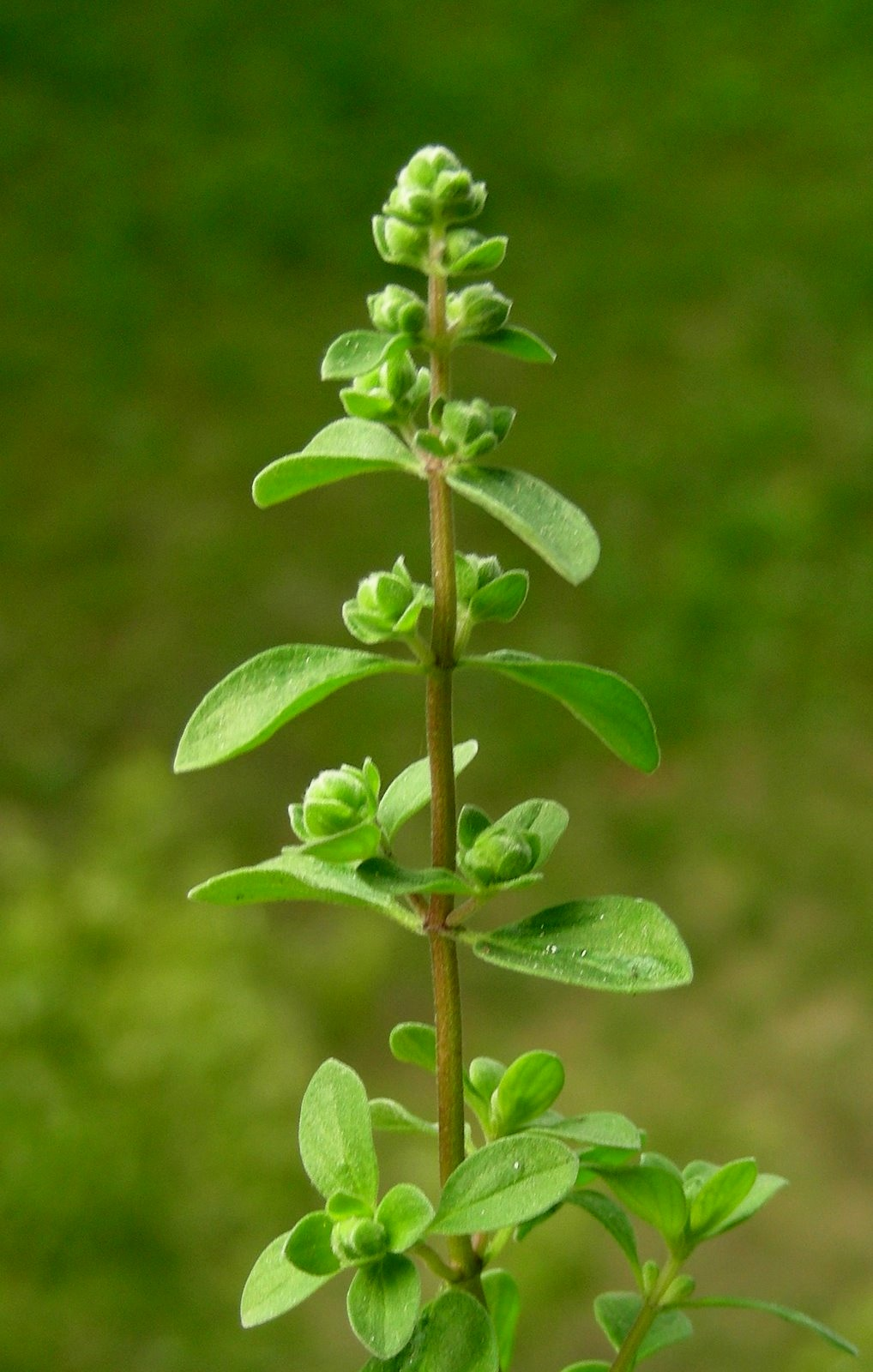
Knoppar
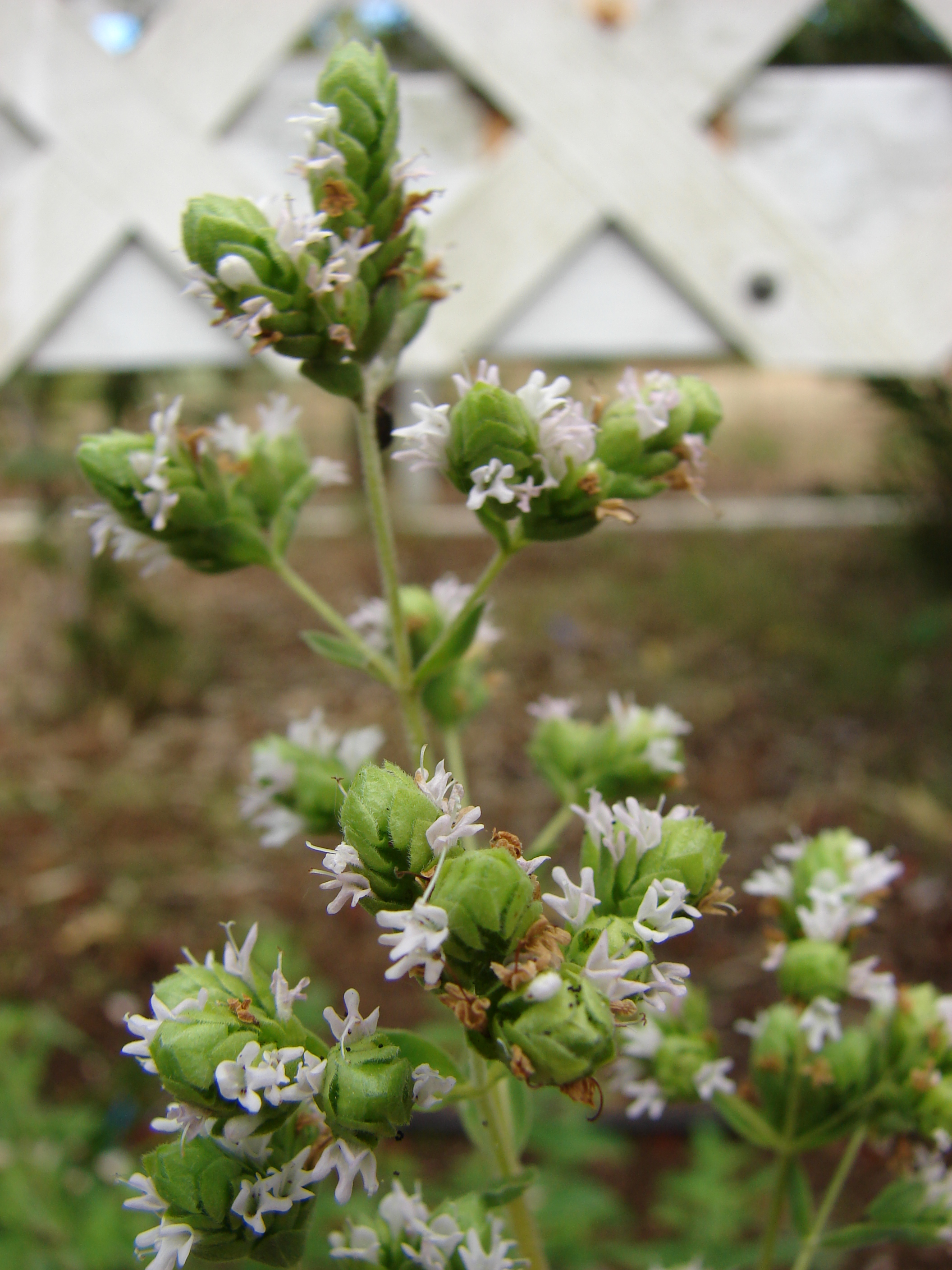
Blommor
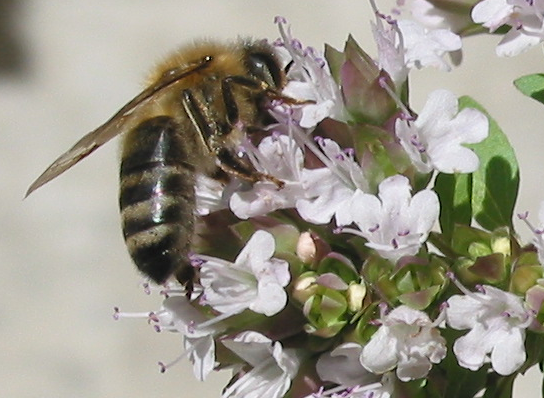
Blomma får besök av ett bi Lägg märke till underläppens tre flikar och  ståndarna som sticker långt ut
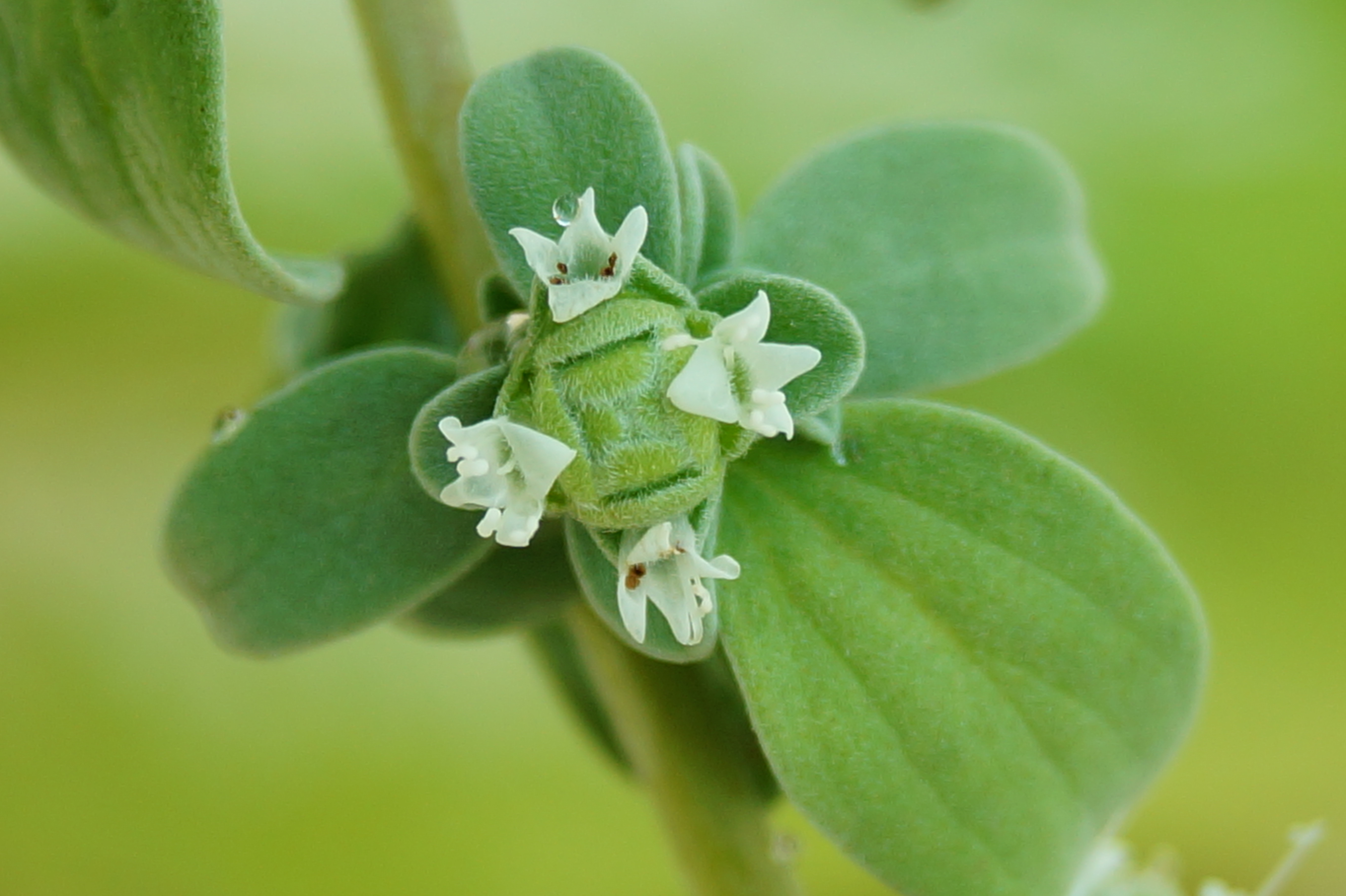
En variant med helvita blommor, korta ståndare och avvikande bladform Lägg märke till det symmetriska arrangemanget på blommorna
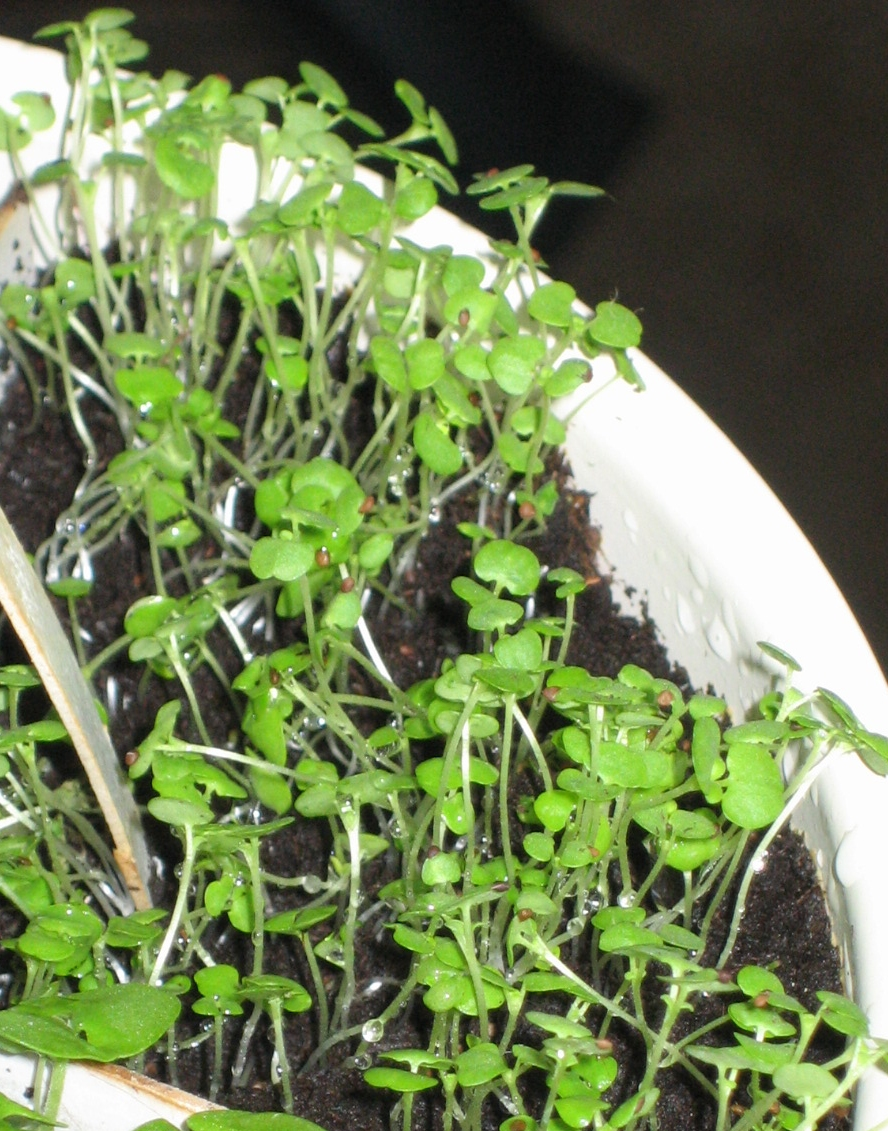
12 dagar efter sådd
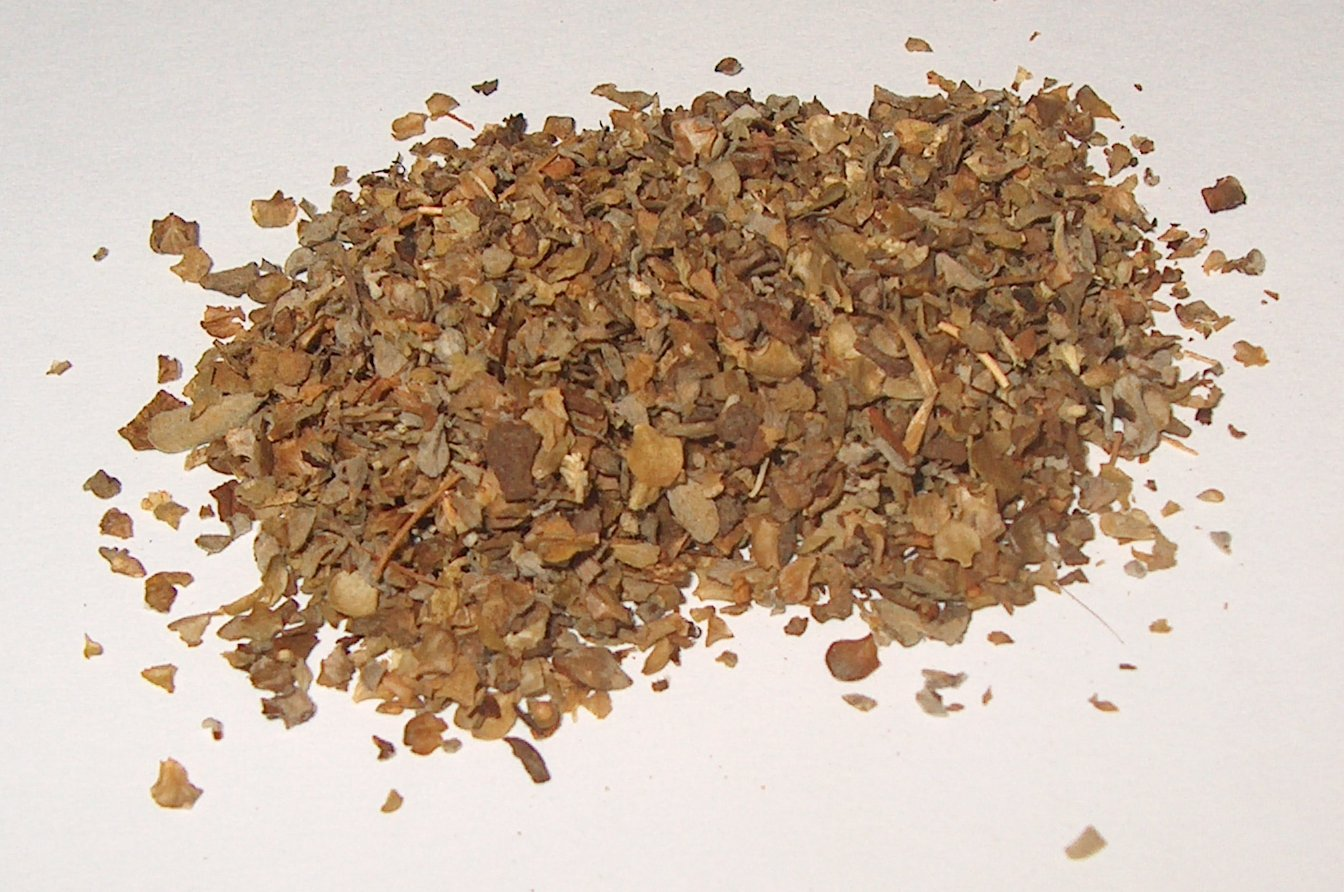
Krydda i form av torkade blad I handeln ofta finstötta
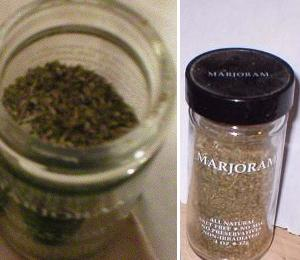
Handelsvara